# 金边债券
金邊債券，原指英國的國債。
1693年英国政府经议会批准、开始发行政府公债，该公债信誉度很高。由于当时发行的公债带有金黄色边，因此被称为“金边债券”。后来、金边债券一词泛指所有中央政府发行的债券，即国债。
在美国，经权威性资信评级机构评定为最高资信等级（标准普尔与惠誉为AAA级，穆迪是Aaa）的债券，也称"金边债券"。